# مجزرة الفلوجة (نيسان 2003)
مجزرة الفلوجة هي جريمة حرب وإبادة جماعية إرتكبتها القوات الأمريكية في مدينة الفلوجة. وقعت المجزرة في يوم 28 نيسان/أبريل 2003 عندما أطلقت قوات الاحتلال الأمريكية النار على مدنيين كانوا يتظاهرون ضد وجود القوات الأمريكية المحتلة في الفلوجة. ادعى الجنود الأمريكيون المحتلون بأن المتظاهرين كانوا يطلقون عليهم النار، ولكن منظمة هيومن رايتس ووتش التي عاينت مكان المجزرة قالت إنها لم تجد أي دليل مادي يثبت إطلاق النار على مكان تواجد القوات الأمريكية.

## التفاصيل
في مساء يوم الإثنين 28 نيسان/أبريل 2003 خرج مئات من المدنيين في تظاهرة احتجاجا على وجود القوات الأمريكية المحتلة للمدينة، متجاهلين حظر التجول الذي فرضه الجيش الأمريكي المحتل. بدأ المتظاهرون بالسير في شوارع الفلوجة متجاوزين الجنود الأمريكيين المتمركزين في مقر حزب البعث. حاول الجنود الأمريكيين تفرقة المظاهرة بطريقة سلمية ولكنهم فشلوا في ذلك. حسب شهادات السكان المحليين بدأ الجنود الأمريكيون بإطلاق النار على المتظاهرين العزل مما أدى إلى مقتل حوالي 20 شخصاً وإصابة أكثر من 70.
وشككت منظمة هيومن رايتس ووتش في صحة ما زعمته السلطات العسكرية الأمريكية أن قواتها تعرضت لنيران مباشرة أطلقها عليها أفراد كانوا وسط جموع المتظاهرين؛ إذ جاء في تقرير لمنظمة هيومن رايتس ووتش مايلي:

## وصلات خارجية
- تقرير هيومن رايتس ووتش عن المجزرة.
- صور من المجزرة.